# Peter May (Schriftsteller)

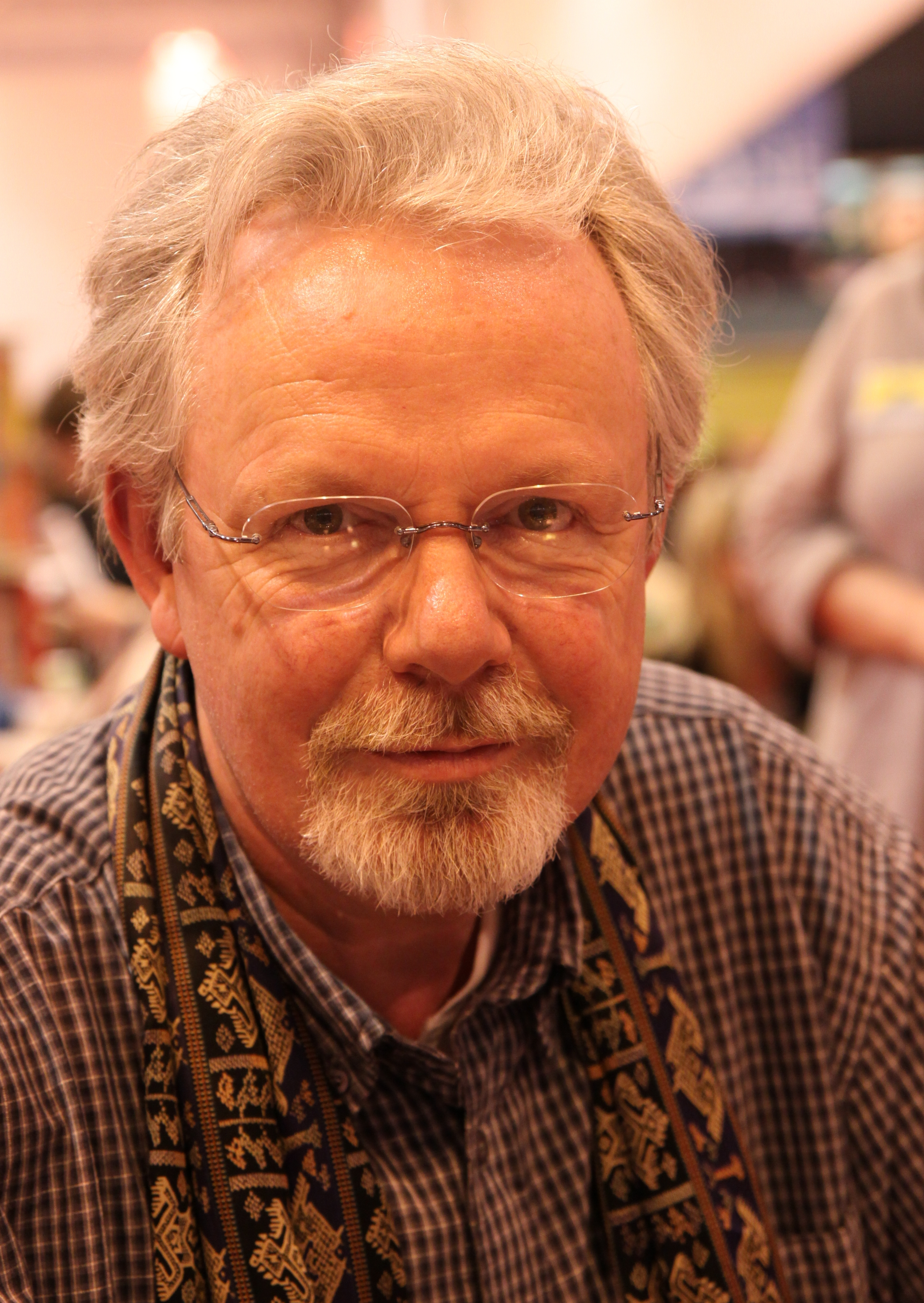
Peter May (2010 in Paris)

Peter May (* 20. Dezember 1951 in Glasgow) ist ein schottischer Schriftsteller.

## Leben
Bereits während seiner Schulzeit schrieb May und arbeitete bald danach als Journalist für verschiedene Zeitungen und Zeitschriften; u. a. für den Scotsman und die Evening Times (Glasgow). 1972 gewann er den Fraser Award und wurde damit zum „Scotland's Young Journalist of the Year“ gekürt.
Neben seinen journalistischen Arbeiten entstanden mit den Jahren auch belletristische Texte und 1977 konnte May mit seinem Roman The Reporter erfolgreich debütieren. Durch die Verfilmung dieses Werks durch die BBC kam May zum Fernsehen und wirkte dort bis 1996 erfolgreich als Drehbuchautor. Bei dieser Arbeit lernte er dort die Autorin Janice Hally kennen und heiratete sie 1990.
1996 gab May seine Arbeit beim Fernsehen auf und widmete sich fortan nur noch seinen literarischen Werken.
Derzeit (2011) lebt er mit seiner Ehefrau abwechselnd in Schottland und Frankreich.

## Rezeption
Mit Enzo Macleod erfand May einen Protagonisten, der als Schotte lange Zeit in Frankreich lebt und dort als Dozent seinen Lebensunterhalt verdient. Beinahe nebenbei gerät er aber immer wieder an ungelöste Kriminalfälle, welche er z. T. auf ungewöhnliche Weise zu lösen versteht.
Ein weiterer Zyklus von Romanen ist in China angesiedelt. Die Idee dazu lieferten May mehrere Reisen nach und durch China. Der Polizeibeamte Li Yan ermittelt dort unter Mithilfe der Amerikanerin Margaret Campbell.
Mays neueste Reihe entstand 2011 unter dem Namen „The Blackhouse“. Dort ermittelt Fin Macleod auf der Insel Lewis (Äußere Hebriden). Nach Mays eigener Aussagen ist diese Reihe als Trilogie konzipiert. Seit dem zweiten Band der Reihe erscheint die deutsche Ausgabe bei Zsolnay/Hanser. Die „Lewis Trilogy“ verkaufte in Schottland laut FAZ mehr als eine Million Exemplare.

## Auszeichnungen/Ehrungen
- 1973 Fraser Award ("Scottish Young Journalist of the Year")
- 2007 Prix Intramuros für Cadavres chinois à Houston (Original: Snakehead)
- 2008 Prix International für Chinese Whispers
- 2010 Prix Ancres Noires für L'île des chasseurs d'oiseaux (Original: The Blackhouse)
- 2011 Cezam Prix Littéraire Inter CE für  L'île des chasseurs d'oiseaux (Original: The Blackhouse)
- 2013 Barry Award – Kategorie Bester Roman für The Blackhouse (dt. Blackhouse)

## Werke (Auswahl)

### Romane
Die Lewis Trilogie
- The Blackhouse (2011)
  - Blackhouse, dt. von Anke und Eberhard Kreutzer Kindler, Reinbek 2011. ISBN 978-3-463-40596-4
- The Lewis Man (2012)
  - Beim Leben deines Bruders, dt. von Silvia Morawetz; Zsolnay, München 2014. ISBN 978-3-552-05671-8
- The Chessmen (2013)
  - Moorbruch, dt. von Silvia Morawetz; Zsolnay, München 2017. ISBN 978-3-552-05817-0

Enzo-Mackay-Reihe
- Extraordinary People (2006)
  - Katakomben von Paris. Ein Fall für Enzo Mackay, dt. von Anke und Eberhard Kreutzer; Rowohlt, Reinbek 2011. ISBN 978-3-499-25402-4
- The Critic (2007)
  - Das Grab im Weinberg. Enzo Mackays zweiter Fall, dt. von Anke und Eberhard Kreutzer; Rowohlt, Reinbek 2011. ISBN 978-3-499-25403-1
- Blacklight Blue (2008)
  - Der Mörder ohne Eigenschaften. Ein Fall für Enzo Mackay, dt. von Anke und Eberhard Kreutzer; Rowohlt, Reinbek 2012. ISBN 978-3-499-25404-8
- Freeze Frame (2010)
- Blowback (2011)
- Cast Iron (2017)

China Thriller
- The Firemaker (1999)
  - Chinesisches Feuer, dt. von Christoph Göhler; Goldmann, München 2002. ISBN 3-442-35706-3
- The Fourth Sacrifice (2000)
  - Das rote Zeichen, dt. von Christoph Göhler und Herbert Schröger; Goldmann, München 2002. ISBN 3-442-35568-0
- The Killing Room (2001)
  - Tod in Shanghai, dt. von Christoph Göhler; Goldmann, München 2003. ISBN 3-442-35871-X
- Snakehead (2009)
- The Runner (2003)
- Chinese Whispers (2004)

Einzelwerke
- The Reporter (1978)
- Fallen Hero
- Hidden Faces (1981 – US-Titel: The Man with no Face)
  - Das Mörder-Phantom, dt. von Richard Augustin; Scherz, München 1983. ISBN 3-502-55934-1
- The Noble Path (1992)
- Virtually Dead (2010)
- Entry Island (2014)[4]
  - Der ewige Schlaf, dt. von Sabine Schilasky; Bastei-Lübbe, Köln 2016. ISBN 978-3-404-17441-6
- Runaway (2015)[5]
- Coffin Road (2016)
  - Coffin Road – Tödliches Vergessen, dt. von Sabine Schilasky; Bastei-Lübbe, Köln 2018. ISBN 978-3-404-17642-7

### Drehbücher
- The Standard (1978 / Fernseh-Serie für die BBC; Autor von 14 Episoden, frei nach dem Roman The Reporter)
- Squadron (1982 / Fernseh-Serie für die BBC; Autor von 10 Episoden)
- Take the High Road (1980 - 92 / Fernsehserie für Scottish TV; Autor von zehn Episoden; Script Editor bei 32 Episoden)
- Open Season (1984 / Episode der Fernseh-Serie Murder Not Proven? für die BBC Scotland)
- Machair (1992 – 1996 / Fernseh-Serie (Soap Opera) in Gaelic für Scottish TV; Autor und Produzent von allen 99 Folgen).

## Belege
1. ↑  Autoren-Profil Peter May, Rowohlt Verlag, abgerufen am 5. März 2017.
2. ↑  Autorenprofil Peter May, Hanser Literaturverlage, abgerufen am 5. März 2017.
3. ↑  Nichts ist zäher als Zwietracht, FAZ-Besprechung vom 16. Februar 2017, abgerufen am 5. März 2017.
4. ↑  Entry Island, by Peter May - book review: New detective investigates age-old injustices, Buchrezension im Independent 2014, abgerufen am 5. März 2017 (englisch)
5. ↑  Peter May: returning to a runaway youth, Interviewbericht in The Guardian vom 26. Januar 2015, abgerufen am 5. März 2017 (englisch)

| Personendaten    | Personendaten               |
| ---------------- | --------------------------- |
| NAME             | May, Peter                  |
| KURZBESCHREIBUNG | schottischer Schriftsteller |
| GEBURTSDATUM     | 20. Dezember 1951           |
| GEBURTSORT       | Glasgow                     |